# El cartero de las noches blancas
El cartero de las noches blancas (en ruso, Belye nochi pochtalona Alekseya Tryapitsyna) es una película dramática de 2014 dirigida por Andréi Konchalovski y está protagonizada por Alekséi Tryapitsyn, Irina Ermolova, Valentina Ananina, Timur Bondarenko, Tatiana Silich y Liubov Skorina.

## Sinopsis
La película narra en primera persona la historia de un humilde cartero de la región rusa del lago Kenozero, al norte del país. Los actores, todos ellos aficionados, interpretan sus propias vidas, sencillas e intrascendentes. Su protagonista, Lyokha, relata su solitaria existencia. La rutina del reparto diario del correo en lancha; sus vecinos, avejentados y pobres y el lago, por el contrario, majestuoso y profundo.
Lyokha tiene un pasado turbio con el alcohol, al igual que su vecino, Bollo, un viejo y pobre hombre que pasa las jornadas borracho como una cuba.

### Doble perspectiva
Konchalovki emplea una doble perspectiva narrativa: una cámara casera desde una posición cenital se contrapone a amplios encuadres próximos a la pintura romántica, citada en la misma película. La cámara casera narra con realismo de Gran Hermano una vida derrotada y mustia, la del cartero, que sobrevive gracias a su trabajo, el maravilloso paisaje del lago y sus vecinos desdeñosos.

### Superación del naturalismo
El realismo inquietante del filme, repetitivo y machacón, contrasta con la aparición de un cohete espacial que pasa desapercibido para Lyokha. El protagonista, que ha sabido renunciar a borracheras y al triunfo en la ciudad, busca la redención en la naturaleza. Al final, el realismo se hace mágico y conquista una obra de madurez creativa.

## Reconocimientos
- Festival Internacional de Cine de Venecia de 2014
  - León de Plata - Premio especial a la dirección